# Verrine (gastronomia)

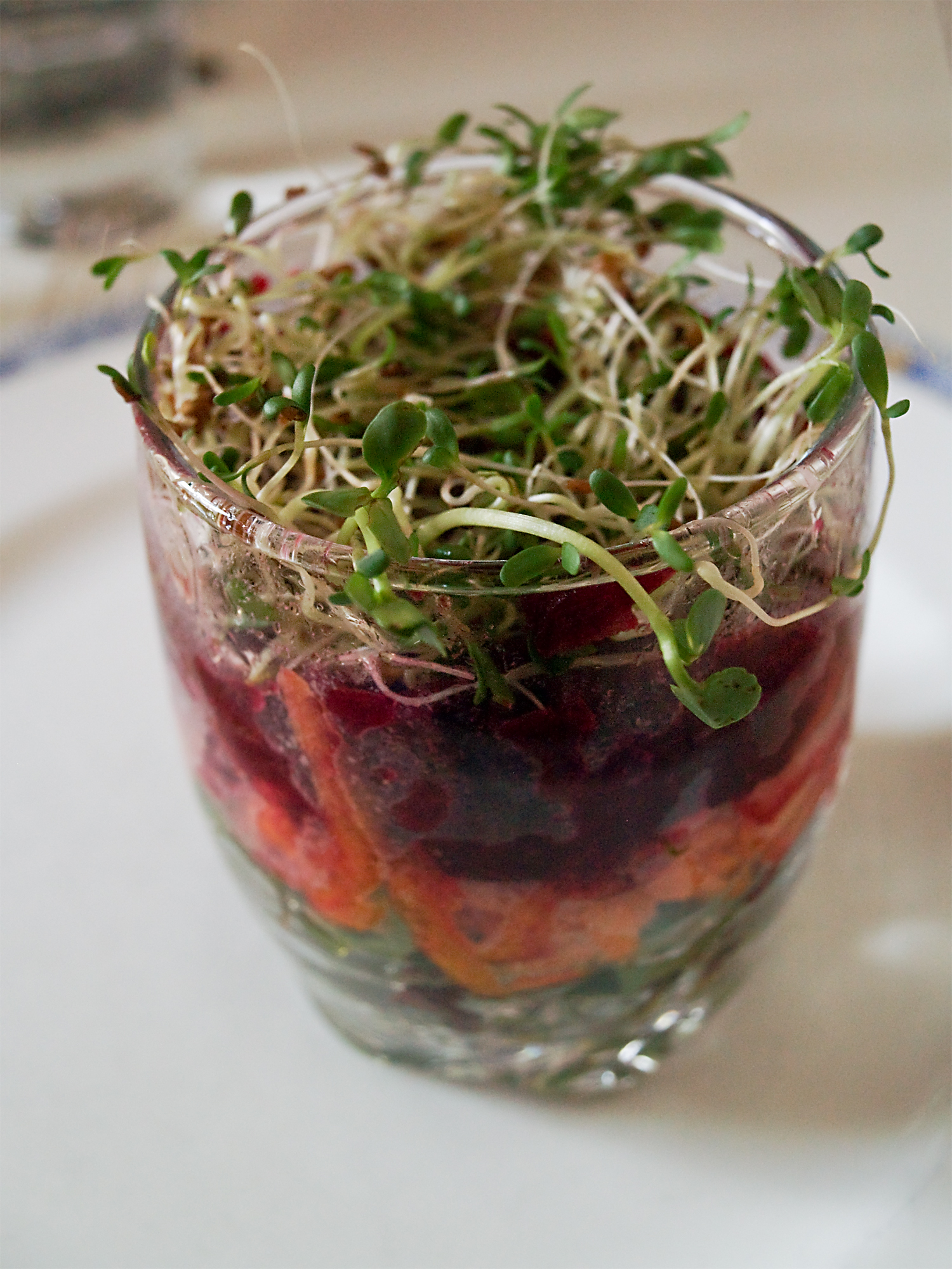
Una verrina con germogli.

Una verrine è un recipiente in vetro. Per estensione rispetto alla definizione precedente, in ambito culinario le verrine  sono composizioni gastronomiche di origine francese, realizzate attraverso la sovrapposizione degli ingredienti in piccoli bicchieri di vetro. Le verrine si consumano con l'ausilio di un cucchiaino da caffè. Possono essere sia dolci che salate: più che gli ingredienti, che possono essere i più svariati, conta la forma estetica. Si usano come antipasto, aperitivo o dessert.

## Origini
Inventore delle verrine è considerato lo chef francese Philippe Conticini, che per primo ha presentato le sue elaborazioni gastronomiche nei bicchierini trasparenti, passando da un concetto di orizzontalità nella presentazione del piatto a quello di verticalità nel bicchiere.